# Irene di Grecia
Irene di Grecia (in greco Ειρήνη της Ελλάδας?; Atene, 13 febbraio 1904 – Fiesole, 15 aprile 1974) è stata regina consorte di Croazia dal 1941 al 1943, come moglie di Tomislavo II. Dopo la morte del cognato Amedeo, divenne anche Duchessa d'Aosta, dal 1942 al 1948.

## Biografia

### Giovinezza
Irene nacque nel 1904 ad Atene, figlia di Costantino di Grecia e Sofia di Prussia; i suoi nonni paterni erano re Giorgio I di Grecia, nato principe danese, e Ol'ga Konstantinovna di Russia, mentre i nonni materni erano l'Imperatore Federico III di Germania e Vittoria di Gran Bretagna, primogenita della regina Vittoria. La principessa era prima cugina di Marina di Kent, Olga di Jugoslavia, Filippo di Edimburgo, Guglielmo di Prussia e Vittoria Luisa di Brunswick. Irene aveva tre fratelli, Giorgio, Alessandro e Paolo, tutti sovrani greci, e due sorelle, Elena, regina di Romania e Caterina, principessa di Grecia. Il nome Irene, che deriva dal greco εἰρήνη e che significa pace, le fu dato poiché in quello stesso anno si formò, nella regione della Macedonia, un movimento rivoluzionario che spargeva violenza nelle città più importanti della regione .
Nel 1913 il nonno Giorgio I venne assassinato durante la Prima guerra balcanica, così il padre Costantino gli successe al trono di re di Grecia; con lo scoppio della Grande guerra, il nuovo sovrano desiderava schierarsi a fianco della Germania mentre il Primo ministro, il parlamento e la popolazione a fianco della Triplice intesa. Dopo numerose pressioni, ricevute sia dalle potenze dell'Intesa che dalla nazione, re Costantino I dovette abdicare e partire per l'esilio, assieme al Duca di Sparta ed i suoi figli, fra cui la stessa Irene, recandosi in Svizzera. Il fratello maggiore Alessandro fu proclamato re degli Elleni .

### Esilio in Italia
Nel 1920 re Alessandro morì e Irene poté ritornare in Grecia dal momento che, a seguito di un plebiscito, il padre Costantino riacquisì la corona; nel frattempo il paese stava combattendo una guerra contro l'Impero ottomano che due anni dopo inflisse una vittoria decisiva alle truppe greche nella Battaglia di Dumlupınar. Dopo questa catastrofe, la reputazione della monarchia peggiorò drasticamente e così Costantino I fu costretto ad abdicare in favore del figlio Giorgio II, che però due anni dopo, nel 1924, fu deposto e venne proclamata la Seconda repubblica ellenica .
Irene ripartì per l'esilio, seguendo la madre, la regina Sofia, in Italia a Villa Sparta, a Firenze, dove alloggiavano anche le sorelle Elena e Caterina. La principessa lavorò come infermiera in un ospedale locale, conducendo una vita quotidiana relativamente normale , visitando spesso le Highlands scozzesi con la sorella maggiore Elena .

### Matrimonio
Negli anni '20 si pensò ad un possibile fidanzamento fra la Principessa greca e lo Zar Boris III di Bulgaria, ma dopo aver assistito all'infelice matrimonio della sorella Elena con il re Carol II di Romania, Irene rifiutò l'ipotetica idea non volendo sposarsi con un sovrano balcanico. Nel 1927 il fratello Giorgio annunciò il fidanzamento con il principe Cristiano di Schaumburg-Lippe, nipote di Cristiano IX di Danimarca, ma il tutto fu annullato probabilmente a causa delle antipatie che Irene serbava per la Germania . Il principe Cristiano sposò poi la cugina Feodora di Danimarca. Negli anni successivi Irene fu indicata come possibile sposa di Nicola di Romania o del vedovo re Leopoldo III del Belgio .

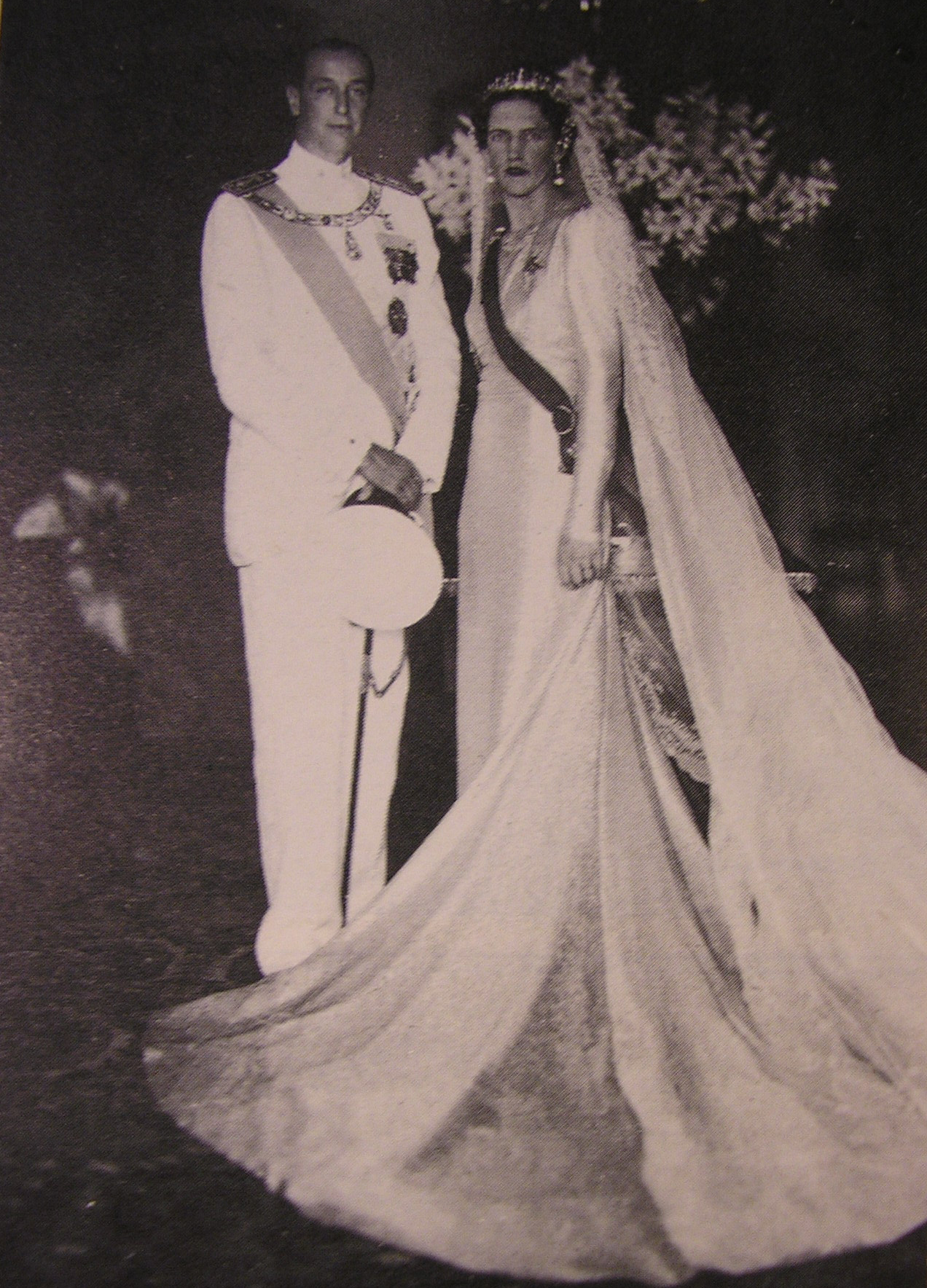
Irene nel giorno delle sue nozze con Aimone d'Aosta, nel 1939.

Irene fu ufficialmente fidanzata ad Aimone, duca di Spoleto, figlio di Emanuele Filiberto, duca d'Aosta ed Elena d'Orléans; l'unione fu descritta come "d'amore senza alcun fine politico" anche se molti la consideravano come un'opportunità per riavvicinare Grecia ed Italia, la quale in quel periodo aveva trasferito alcune truppe al confine fra l'Albania italiana e la Grecia . Aimone ed Irene probabilmente si conobbero durante l'esilio in Italia, quando la casa reale greca era spesso in compagnia dei membri di Casa Savoia. Le nozze furono celebrate il 1° luglio 1939 a Firenze, nella Cattedrale di Santa Maria del Fiore, rappresentando uno degli ultimi grandi eventi reali, a cui parteciparono numerose personalità regali, prima dello scoppio della Seconda guerra mondiale . 

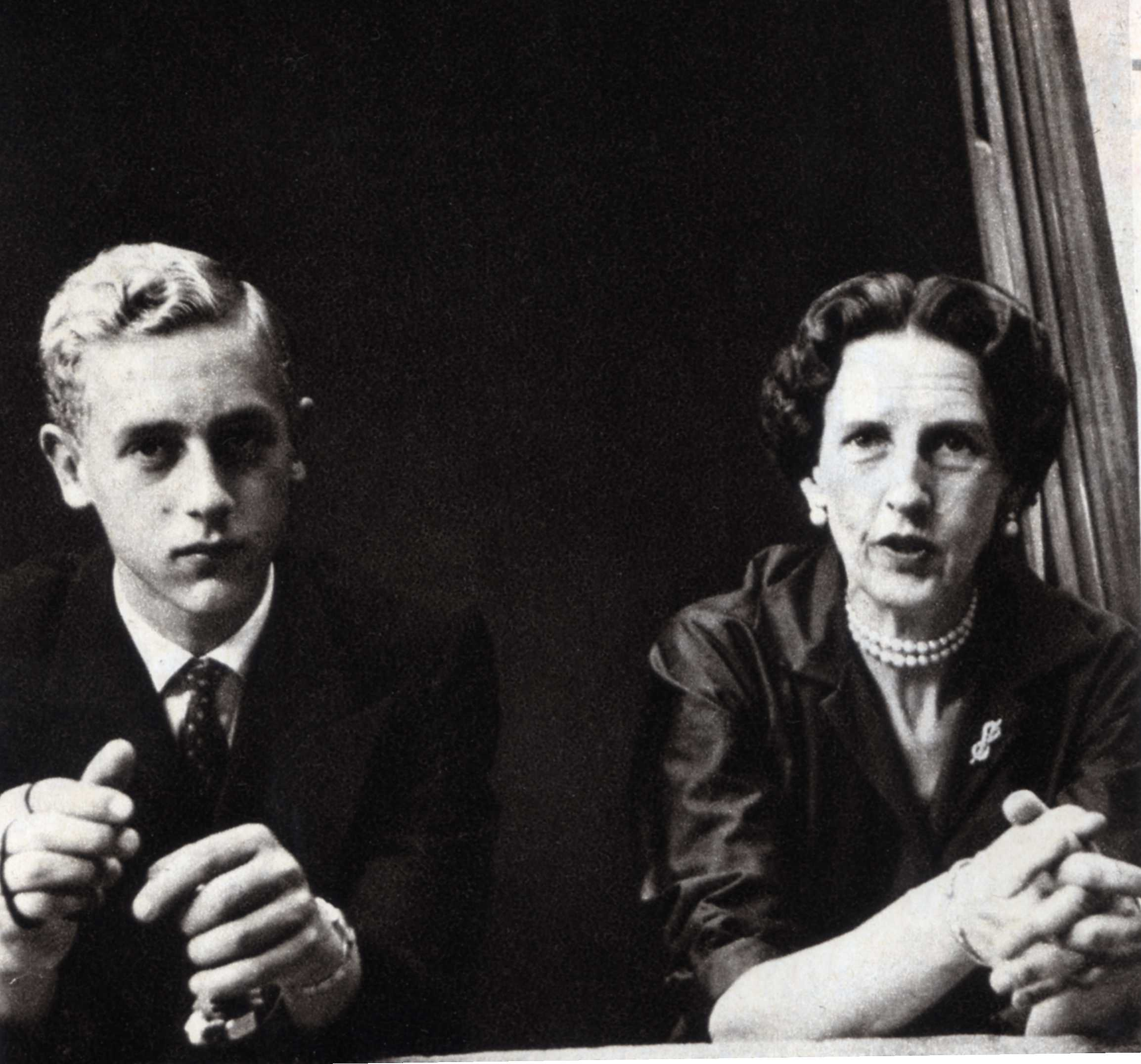
Irene col figlio Amedeo d'Aosta.

La coppia ebbe un figlio, Amedeo, duca d'Aosta (1943 - 2021)

### Duchessa d'Aosta
Nel 1941 le truppe dell'Asse conquistarono la Jugoslavia e in seguito fu istituito lo Stato Indipendente di Croazia e all'Italia fu dato il compito di cercarne un possibile sovrano; re Vittorio Emanuele III designò il cugino Aimone quale nuovo sovrano croato col nome di Tomislavo II, di conseguenza Irene assunse il titolo di Regina consorte di Croazia, ma entrambi non visitarono mai il loro regno. Nel 1942, con la morte del cognato Amedeo, Irene divenne Duchessa d'Aosta .
Dopo l'arresto di Mussolini e l'armistizio dell'8 settembre, Aimone abdicò al trono croato e in seguito Irene venne arrestata dai tedeschi e deportata in un campo di concentramento austriaco insieme al figlio Amedeo, dove rimasero per qualche mese. Furono liberati dalle truppe anglo-americane prima che il loro ordine di fucilazione fosse attuato. "La brutalità tedesca non aveva avuto riguardi di sorta né per la tenera età dei figli, né per la nobiltà della personale condotta delle due duchesse (Irene era stata deportata assieme ad Anna d'Aosta e alle sue due bambine), rimaste come erano a Firenze, solo per non abbandonare nell'ora del pericolo la popolazione (...). Il loro caso ci commosse... Avrei bisogno di un volume per narrare quegli atti compiuti verso tutti e sempre con delicatezza che non avrebbe potuto essere più intelligente". C. Senise, "Quando ero Capo della Polizia", Ruffolo editore, Roma, 1946.
Irene andò col figlio in Svizzera, mentre il marito Aimone morì il 29 gennaio 1948, a Buenos Aires, e il figlio Amedeo gli succedette come V Duca d'Aosta .

### Ultimi anni e morte

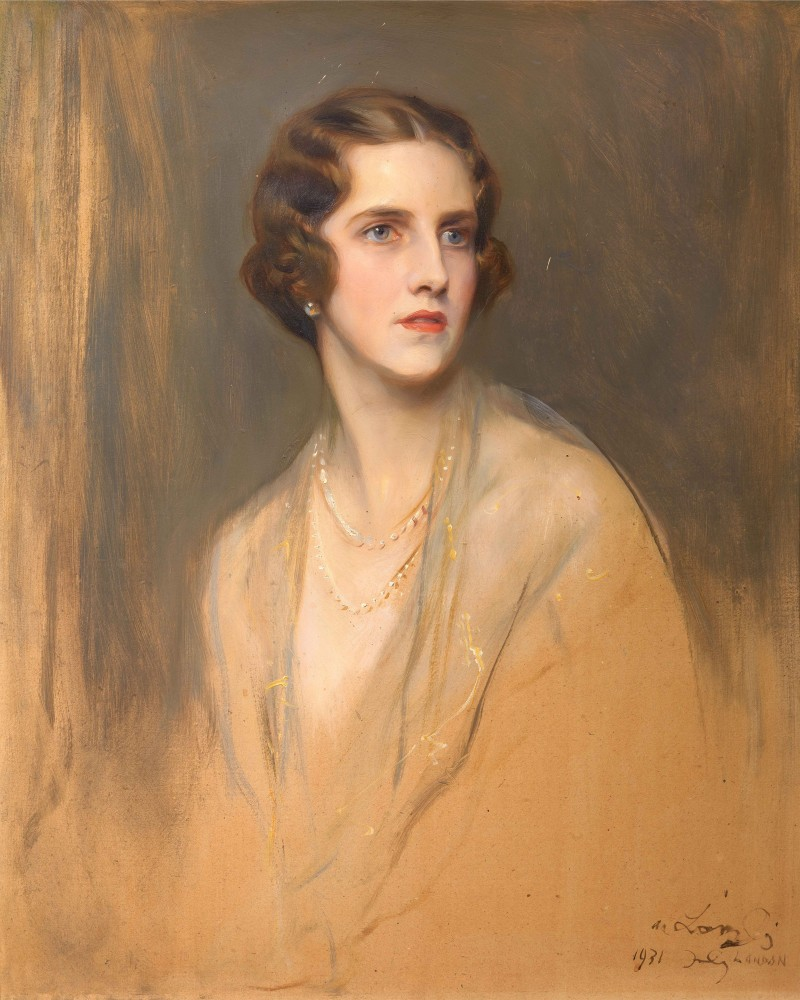
Irene di Grecia nel 1931.

Irene si stabilì nella Villa Domenico di Fiesole, vicino a Villa Sparta abitata dalla sorella Elena; come ringraziamento per gli aiuti prestati in occasione dell'alluvione del 1966, il capoluogo toscano le conferì la cittadinanza onoraria. Irene, duchessa vedova d'Aosta, morì il 14 aprile 1974 a Fiesole, dopo aver tentato di contrastare una malattia. Venne tumulata nella Cripta reale della basilica di Superga, sopra Torino.

## Discendenza
Irene ed il principe Aimone di Savoia-Aosta ebbero un figlio:
- Amedeo di Savoia-Aosta (1943-2021), quinto duca d'Aosta e duca di Savoia (titolo contestato da Vittorio Emanuele di Savoia), sposato in prime nozze la Principessa Claudia di Francia nel luglio 1964

## Ascendenza
|                              |                         |                                   | Genitori                                   |  |  | Nonni |  |  | Bisnonni                  |  |  | Trisnonni                                                      |  |
|                              |                         |                                   |                                            |  |  |       |  |  | Cristiano IX di Danimarca |  |  | Federico Guglielmo di Schleswig-Holstein-Sonderburg-Glücksburg |  |
|                              |                         |                                   |                                            |  |  |       |  |  | Cristiano IX di Danimarca |  |  | Federico Guglielmo di Schleswig-Holstein-Sonderburg-Glücksburg |  |
|                              |                         | Luisa Carolina d'Assia-Kassel     |                                            |  |  |       |  |  | Cristiano IX di Danimarca |  |  |                                                                |  |
| Giorgio I di Grecia          |                         |                                   |                                            |  |  |       |  |  | Cristiano IX di Danimarca |  |  |                                                                |  |
|                              |                         | Luisa d'Assia-Kassel              | Guglielmo d'Assia-Kassel                   |  |  |       |  |  |                           |  |  |                                                                |  |
|                              |                         | Luisa d'Assia-Kassel              | Guglielmo d'Assia-Kassel                   |  |  |       |  |  |                           |  |  |                                                                |  |
|                              |                         | Luisa d'Assia-Kassel              | Luisa Carlotta di Danimarca                |  |  |       |  |  |                           |  |  |                                                                |  |
| Costantino I di Grecia       |                         | Luisa d'Assia-Kassel              |                                            |  |  |       |  |  |                           |  |  |                                                                |  |
|                              |                         | Konstantin Nikolaevič di Russia   | Nicola I di Russia                         |  |  |       |  |  |                           |  |  |                                                                |  |
|                              |                         | Konstantin Nikolaevič di Russia   | Nicola I di Russia                         |  |  |       |  |  |                           |  |  |                                                                |  |
|                              |                         | Konstantin Nikolaevič di Russia   | Carlotta di Prussia                        |  |  |       |  |  |                           |  |  |                                                                |  |
| Olga Kostantinovna di Russia |                         | Konstantin Nikolaevič di Russia   |                                            |  |  |       |  |  |                           |  |  |                                                                |  |
|                              |                         | Alessandra di Sassonia-Altenburg  | Giuseppe di Sassonia-Altenburg             |  |  |       |  |  |                           |  |  |                                                                |  |
|                              |                         | Alessandra di Sassonia-Altenburg  | Giuseppe di Sassonia-Altenburg             |  |  |       |  |  |                           |  |  |                                                                |  |
|                              |                         | Alessandra di Sassonia-Altenburg  | Amalia di Württemberg                      |  |  |       |  |  |                           |  |  |                                                                |  |
| Irene di Grecia              |                         | Alessandra di Sassonia-Altenburg  |                                            |  |  |       |  |  |                           |  |  |                                                                |  |
|                              | Guglielmo I di Germania | Federico Guglielmo III di Prussia |                                            |  |  |       |  |  |                           |  |  |                                                                |  |
|                              | Guglielmo I di Germania | Federico Guglielmo III di Prussia |                                            |  |  |       |  |  |                           |  |  |                                                                |  |
|                              | Guglielmo I di Germania | Luisa di Meclemburgo-Strelitz     |                                            |  |  |       |  |  |                           |  |  |                                                                |  |
| Federico III di Germania     | Guglielmo I di Germania |                                   |                                            |  |  |       |  |  |                           |  |  |                                                                |  |
|                              |                         | Augusta di Sassonia-Weimar        | Carlo Federico di Sassonia-Weimar-Eisenach |  |  |       |  |  |                           |  |  |                                                                |  |
|                              |                         | Augusta di Sassonia-Weimar        | Carlo Federico di Sassonia-Weimar-Eisenach |  |  |       |  |  |                           |  |  |                                                                |  |
|                              |                         | Augusta di Sassonia-Weimar        | Maria Pavlovna di Russia                   |  |  |       |  |  |                           |  |  |                                                                |  |
| Sofia di Prussia             |                         | Augusta di Sassonia-Weimar        |                                            |  |  |       |  |  |                           |  |  |                                                                |  |
|                              |                         | Alberto di Sassonia-Coburgo-Gotha | Ernesto I di Sassonia-Coburgo-Gotha        |  |  |       |  |  |                           |  |  |                                                                |  |
|                              |                         | Alberto di Sassonia-Coburgo-Gotha | Ernesto I di Sassonia-Coburgo-Gotha        |  |  |       |  |  |                           |  |  |                                                                |  |
|                              |                         | Alberto di Sassonia-Coburgo-Gotha | Luisa di Sassonia-Gotha-Altenburg          |  |  |       |  |  |                           |  |  |                                                                |  |
| Vittoria di Gran Bretagna    |                         | Alberto di Sassonia-Coburgo-Gotha |                                            |  |  |       |  |  |                           |  |  |                                                                |  |
|                              |                         | Vittoria del Regno Unito          | Edoardo Augusto di Hannover                |  |  |       |  |  |                           |  |  |                                                                |  |
|                              |                         | Vittoria del Regno Unito          | Edoardo Augusto di Hannover                |  |  |       |  |  |                           |  |  |                                                                |  |
|                              |                         | Vittoria del Regno Unito          | Vittoria di Sassonia-Coburgo-Saalfeld      |  |  |       |  |  |                           |  |  |                                                                |  |
|                              |                         | Vittoria del Regno Unito          |                                            |  |  |       |  |  |                           |  |  |                                                                |  |

## Titoli e trattamento
- 13 febbraio 1904 - 1º luglio 1939: Sua Altezza Reale, la Principessa Irene di Grecia e Danimarca
- 1º luglio 1939 - 3 marzo 1942: Sua Altezza Reale, Irene di Savoia, duchessa di Spoleto
- 3 marzo 1942 - 29 gennaio 1948: Sua Altezza Reale, Irene di Savoia, duchessa d'Aosta
- 18 maggio 1941 - 12 ottobre 1943: (in Croazia) Sua Maestà Irene di Savoia, regina consorte di Croazia
- 29 gennaio 1948 - 22 luglio 1964: Sua Altezza Reale, Irene di Savoia, duchessa madre d'Aosta
- 22 luglio 1964 - 15 aprile 1974: Sua Altezza Reale, Irene di Savoia, duchessa vedova d'Aosta